# 斛律阿列羅
斛律阿列羅（?—?），又作斛律阿利罗、斛阿列羅，姓斛律，北齐官员，官至司空。
斛律氏是高车归附北魏的部落。北齐斛律氏的著名人物就是斛律金、斛律光父子。史书没有记载斛律阿列羅和斛律金父子的亲缘关系。武平六年（575年）八月庚辰，齐后主高纬以司空趙彥深為司徒，斛律阿列羅為司空。。
| 前任： 趙彥深 | 北齐司空 575年—577年 | 繼任： 无 北周：韦孝宽 |